# 公郎镇
公郎镇，原称浪沧乡，是中华人民共和国云南省大理白族自治州南涧彝族自治县下辖的一个乡镇级行政单位。

## 行政区划
公郎镇下辖以下地区：
新合村、中山村、底么村、凤凰村、凤岭村、回营村、公郎村、龙平村、金山村、板桥村、官地村、沙乐村、自强村和落底河村。

## 中国传统村落
2013年8月，罗佰克茶园村被评为第二批中国传统村落。